# 어청도 봉수대
어청도 봉수대는 전북특별자치도 군산시 옥도면 어청도리에 있는 봉수이다. 2004년 12월 24일 군산시의 향토문화유산 제9호로 지정되었다.

## 개요
어청도의 주봉인 당산(198M) 정상에 있으며, 원추형의 2층 석축으로 높이 2.1M, 지름 3.6M의 규모로, 고려 의종 3년(1148)에 처음 설립된 것으로 추정된다.